# Plagiozopelma atropurpureum
Plagiozopelma atropurpureum är en tvåvingeart som först beskrevs av Octave Parent 1939.  Plagiozopelma atropurpureum ingår i släktet Plagiozopelma och familjen styltflugor. Inga underarter finns listade i Catalogue of Life.